# Epicrionops marmoratus
Epicrionops marmoratus és una espècie d'amfibis gimnofions de la família Rhinatrematidae. Va ser descrit per Edward Harrison Taylor el 1968. Es relativament rar.

## Distribució
Només es coneixia de la localitat tipus (Santo Domingo de los Colorados) i de prop de Mindo, Pichincha, Equador a un altitud d'uns 1500 m. El 2022 se'l va observar per primera vegada a Colòmbia.
Viu en boscos de muntanya; no se sap si pot adaptar-se o no a l'alteració antròpica del seu hàbitat forestal. Pondrien els ous a terra, després de badar, les larves caurien als rierols per completar el seu desenvolupament.